# 2002年亞洲運動會日本代表團
2002年亞洲運動會於2002年9月29日至10月14日在南韓釜山舉行，日本代表團最終以44面金牌、74面銀牌及72面銅牌，在獎牌榜位居第三名。